# Грушевая Поляна
Гру́шевая Поля́на — посёлок в Острогожском районе Воронежской области.
Входит в состав Шубинского сельского поселения.

## Население
| 2000 | 2005 | 2010 |
| ---- | ---- | ---- |
| 241  | ↘220 | ↗276 |

## Улицы
В посёлке имеются две улицы — Лесная и Садовая.

## Культура
В посёлке на территории ЗАО «Острогожский садовый питомник» традиционно проводится аграрно-фольклорный фестиваль «Цветущая яблоня».